# Victoria (zpěvačka)
Victoria nebo Victoria Velvet, později vystupující pod uměleckým jménem Victoria Vera Blyth, rodným jménem Věra Ficková, vdaná Vera Blyth (13. listopadu 1984 Kapské Město, Jihoafrická republika – 11. června 2024 Ankara, Turecko) byla česko-africká zpěvačka a podnikatelka.
Jedna z nejvýraznějších zpěvaček české r'n'b scény se zapsala do širšího povědomí hitem „Hotel California“ z debutového alba This Is Me! (2006).  Na výsluní se dostala i díky zpěvačce Daře Rolins. Spolupracovala i se zpěvačkou Kristínou. Vydala dvě studiová alba.
Vystupovala v Jižní Koreji, Japonsku, Švýcarsku, Brazílii nebo na Slovensku. Několikrát vystupovala i jako tanečnice na karnevalu v Rio de Janeiro.
V červnu 2024 byla podle slov agentur zavražděna svým manželem.

## Životopis
Zpěvačka Victoria se narodila 13. listopadu 1983 v Kapském Městě v Jižní Africe. Její otec byl Čech a matka Namibijka . Do České republiky se s rodinou vrátili v roce 1998, kdy se přestěhovali do Prahy.  Její rodným jazykem je angličtina. Jelikož byla vychovávána jen v angličtině a holandštině, češtinu se začala učit až po příchodu do české školy.
Od raného dětství si přála být zpěvačkou, to se ale nelíbilo jejímu otci, který byl zásadně proti. K hudbě ji přivedla máma, díky které začala zpívat kostelní gospely v místním sboru v Kapském Městě. Victoria vystudovala hudební vědu, studovala i klasickou hru na klavír a v roce 2005 dokončila studium na Britské obchodní akademii. Poté, co se Victorin sen nezměnil ani po přestěhování do Česka a Victoria naopak začala slavit první úspěchy, otec změnil názor. Na českou hudební scénu se dostala s pomocí producenta Icemana. Ten ji jednou oslovil a společně začali od roku 2001 vystupovat po českých klubech na R&B parties. V červnu roku 2003 vycestovala po boku Dary Rolins na třítýdenní turné.
Začátkem roku 2004 vydala singl „Křídla 04“ (cover legendárního hitu „Killing Me Softly“ od Roberty Flack), který pro ni vyprodukoval český R&B DJ Iceman. Jako předzvěst jejího debutového alba vyšel o rok později v dubnu 2005 singl "Cry", který se stal rádiovým hitem. Druhý singl „Hotel California“ (cover legendárního hitu od skupiny Eagels) vynesl Viktorii mezi nejhranější interprety českých rádií.
Koncem roku 2005 vydala své debutové studiové album This Is Me!. Mezi hosty na albu se objevili například slovenský raper Helicó nebo MC NI z hiphopové formace Cherry Hill.
V létě 2008 vyšel z připravovaného druhého alba singl „Boneshakin' Hot“. Videoklip k písni režíroval slovenský režisér Braňo Vincze. Choreografii vytvořil známý choreograf Nick Jackson. Její druhé studiové album s názvem Velvet vyšlo v květnu 2008. Zpěvačka sama se výrazně podílela na produkci, hudbě a textech.
V lednu 2009 byla oceněna na Hudebních cenách Óčka za rok 2008 v kategorii Hip-hop a R´n´B. V únoru se představila jako předskokan na pražském koncertu The Pussycat Dolls v rámci jejich turné „World Domination Tour“, který se konal v Tesla Areně.
V roce 2010 vyrazila na koncertní turné do Jižní Koreje a Číny, kde chystala třetí studiové album. Pilotní singl „Come on Over“ vysílá Evropa 2. Hostovala na singlu s „Secret“ DJe a producenta Michaela Buriana.
V říjnu 2011 vydala singl „This Life“, který produkovala rumunská dvojice Royal Elements.
Kromě zpívání začala také moderovat v rádiu, nejprve na Radiu City, poté na Evropě 2. Její rubrika Svět podle Victorie se brzy stala jednou z nejpopulárnějších součástí Ranní show s Leošem Marešem a Patrikem Hezuckým. Úspěch slavil i její instagram, kde se svým alterem "Ivananou" s humorem a nadsazením rýpala do všemožných témat.
Navzdory nastartované kariéře se rozhodla dát přednost rodině. V roce 2019 se odstěhovala za svým mužem a otcem všech jejích tří dětí, který pocházel ze Skotska, do Turecka. V Turecku se věnovala charitativní činnosti, sportu, rozvoji česko-tureckých vztahů a příležitostně i zpívání. Pravidelně organizovala také dobročinný vánoční bazar. Založila organizaci DazSpor, která se specializovala na organizaci sportovních akcí, včetně známého půlmaratonu Runkara v Ankaře.
11. června 2024 byla v Turecku zavražděna. Z vraždy je podezřelý její třiapadesátiletý manžel David Thomas Blyth, který následně spáchal sebevraždu. Manželé měli v té době doma tři děti. Jedno z dětí Hürriyetu oznámilo, že hádka začala kvůli Victoriiným esemeskám, poté se vyhrotila. Jejích tří dětí se ujali čeští příbuzní zpěvačky. V současné době probíhá vyšetřování.
Dva měsíce po tragické smrti jí turecká běžecká organizace udělila cenu in memoriam za její přínos sportu a komunitě.

## Diskografie

### Studiová alba
| Rok  | Album                                                                                | Umístění v žebříčcích | Umístění v žebříčcích | Ocenění | Prodej |
| Rok  | Album                                                                                | CZ                    | SK                    | Ocenění | Prodej |
| ---- | ------------------------------------------------------------------------------------ | --------------------- | --------------------- | ------- | ------ |
| 2005 | This Is Me! - Datum vydání: 07.11.2005 - Formát: CD - Vydavatelství: Universal Music | 49                    | —                     | —       | —      |
| 2008 | Velvet - Datum vydání: 26.05.2008 - Formát: CD - Vydavatelství: Universal Music      | —                     | —                     | —       | —      |

### Singly
| Rok  | Píseň                         | Umístění v žebříčcích | Umístění v žebříčcích | Umístění v žebříčcích | Umístění v žebříčcích | Album       |
| Rok  | Píseň                         | SK Top 100            | SK Top 50 Domáce      | CZ Top 100            | CZ Top 50 Domáce      | Album       |
| ---- | ----------------------------- | --------------------- | --------------------- | --------------------- | --------------------- | ----------- |
| 2004 | „Křídla 04“                   |                       |                       |                       |                       | This Is Me! |
| 2005 | „Cry“                         |                       |                       |                       |                       | This Is Me! |
| 2005 | „Hotel California“            |                       |                       | 5                     | 1                     | This Is Me! |
| 2008 | „Boneshakin' Hot“             |                       |                       | 59                    | 14                    | Velvet      |
| 2008 | „How did I get here“          |                       |                       | 40                    | 10                    | Velvet      |
| 2010 | „Come On Over“                |                       |                       | 43                    | 4                     | —           |
| 2016 | „You Lie“                     | —                     | —                     | —                     | —                     | —           |
| 2019 | „Fire“ (feat. Fyah Son Bantu) | —                     | —                     | —                     | —                     | —           |

### Hostování
| Rok  | Píseň                                                  | Umístění v žebříčcích | Umístění v žebříčcích | Umístění v žebříčcích | Umístění v žebříčcích | Album           |
| Rok  | Píseň                                                  | SK Top 100            | SK Top 50 Domácí      | CZ Top 100            | CZ Top 50 Domácí      | Album           |
| ---- | ------------------------------------------------------ | --------------------- | --------------------- | --------------------- | --------------------- | --------------- |
| 2008 | „Zmrzlina“ ( Kristýna feat. Victoria)                  | 36                    | 6                     | —                     | —                     | … ešte váham    |
| 2010 | „Secret“ ( Michael Burian feat. Victoria)              |                       |                       |                       |                       | —               |
| 2014 | „Miss Your Love“ ( DeFuckTo feat. Victoria Velvet)     |                       |                       |                       |                       | Andělé a démoni |
| 2019 | „I Will Be There For You“ ( B&B feat. Victoria Velvet) | —                     | —                     | —                     | —                     | —               |

### Kompilace
- 2005: top20.cz 2005/1 – Universal, CD – 16. „Cry“
- 2005: top20.cz 2005/2 – Universal, CD – 6. „Hotel California“
- 2005: Hot! Summer Hits 2005 – Traxx/Universal, CD – 21. „Cry“
- 2006: R&B Revolution – Universal, CD – 11. „Hotel California“
- 2006: Top20.cz 2006 – Universal, CD – 19. „Bounce“
- 2007: Woman 2007 – Universal, CD – 17. „Cry“
- 2007: Písničky pro Tebe – Universal, CD – 18. „Hotel California“
- 2008: Letní Hity 005 – Universal, DVD – „Boneshakin' Hot“
- 2008: Soundczech 19 – Report, CD – 12. „Vici Rock (Ha-Ha)“1.10.
- 2008: Top20.cz 2008 / 2 – Universal, CD – 16. „Boneshakin' Hot“13.10.
- 2008: 2005 – Universal, CD – 17. „Hotel California“
- 2009: Česko slovenské hity - Free your spirit! – Universal, CD – 14. „Hotel California“
- 2009: Top20.cz 2009/1 – Universal, CD – 19. „How Did I Get There“
- 2009: Taneční Liga 133 – Traxx/Universal, CD – 16. Victoria feat. Royal Elements – „This Life (Radio Edit)“
- 2011: Czech Dance Charts Winter 2011 – Traxx/Universal, CD – CD2 11. Victoria feat. Royal Elements – „This Life (Extended Version)“

## Koncertní turné
2013: Funk Funky Tour 